# Susanne Stürmer
Susanne Stürmer (* November 1963 in Leer, Ostfriesland) ist eine deutsche Volkswirtin und Managerin. Seit 2013 leitet sie als Präsidentin die Filmuniversität Babelsberg Konrad Wolf.

## Leben
Stürmer wuchs in Hamburg auf. Sie studierte ab 1987 Volkswirtschaftslehre an der Freien Universität Berlin und schloss als Diplom-Volkswirtin ab. 1996 promovierte sie an der FU Berlin mit einer Dissertation zum Thema Netzzugang und Eigentumsrechte in der Telekommunikation. Sie arbeitete ab 1992 als Assistant Manager für die Wirtschaftsprüfungsgesellschaft Price Waterhouse Corporate Finance GmbH und leitete von 1996 bis 1999 den Bereich Regulierungsökonomie der o.tel.o communications GmbH.
Ab 1998 war Stürmer für die UFA Film & TV Produktion GmbH tätig, wo sie 2008 Geschäftsführerin wurde. Sie leitete unter anderem die Abteilungen Business Development / UFA Interactive / UFA Lab, Legal & Business Affairs, Marketing & Kommunikation sowie die Marktforschung der UFA Film & TV Produktion GmbH.
Neben ihrer Tätigkeit für die UFA GmbH begann Stürmer im Oktober 2011, im Nebenberuf als Professorin an der Hochschule für Film und Fernsehen Potsdam-Babelsberg Konrad Wolf (HFF) zu arbeiten. Dort lehrte sie die „Produktion Neuer Medien“ im Studiengang Film- und Fernsehproduktion. Im Januar 2013 wurde sie zur Nachfolgerin des damaligen Präsidenten der HFF, Dieter Wiedemann, gewählt und trat das Amt am 1. Oktober 2013 an. Zugleich beendete sie ihre Lehrtätigkeit. Unter Stürmers Präsidentschaft wurde im Juli 2014 die Hochschule in eine Universität umgewandelt, an deren Profilbildung sie seitdem mitwirkt. Sie fördert u. a. den Kontakt zur Filmbranche und praxisnahe Studienangebote. 2019 wurde sie erneut zur Präsidentin der Filmuniversität gewählt.
Neben anderen ehrenamtlichen Tätigkeiten gehört Stürmer dem Vorstand des media.net berlinbrandenburg e. V. an. Sie sitzt im Aufsichtsrat des Erich Pommer Instituts sowie seit November 2020 im Aufsichtsrat des Medienboard Berlin-Brandenburg. Seit 2016 ist sie Board-Mitglied der European League of Institutes of the Arts, zudem Mitglied der Executive Group. Im Dezember 2021 erfolgte die Berufung in den Wirtschaftsrat der Landeshauptstadt Potsdam.
Des Weiteren ist sie Mitglied im Beirat des Kompetenzzentrums Kultur- und Kreativwirtschaft des Bundes sowie des Kuratoriums des Fraunhofer Instituts für Nachrichtentechnik HHI und des Aufsichtsrats der Medienboard Berlin-Brandenburg GmbH. Susanne Stürmer hat den Vorsitz der BLHP inne. Zudem wurde sie im Frühjahr 2022 zur stellvertretenden Vorsitzenden der RKK für die Zeit ab September 2022 gewählt. Außerdem ist sie Mitglied der Ständigen Kommission für Organisation und Governance der Hochschulrektorenkonferenz (HRK).
Stürmer hat zwei Kinder und lebt in Berlin.